# ATC L – Daganatellenes szerek és immunmodulátorok
Az ATC L – Daganatellenes szerek és immunmodulátorok a gyógyszerek anatómiai, gyógyászati és kémiai osztályozási rendszerének (ATC) egyik fő csoportja.
| ATC L   | Daganatellenes szerek és immunmodulátorok |
| ------- | ----------------------------------------- |
| ATC L01 | Daganatellenes szerek                     |
| ATC L02 | Endokrin terápia                          |
| ATC L03 | Immunstimulánsok                          |
| ATC L04 | Immunszuppresszív szerek                  |